# 自由エネルギー摂動法
自由エネルギー摂動（じゆうエネルギーせつどう、英: free energy perturbation、略称: FEP）法は、分子動力学あるいはメトロポリス・モンテカルロシミュレーションから自由エネルギーを計算するために計算化学において用いられる統計力学に基づいた手法である。FEP法は1954年にRobert W. Zwanzigによって発表された。FEP法によれば、状態 A から状態 B に向かう自由エネルギー差は「Zwanzig 方程式」として知られる以下の方程式から得られる。
{\displaystyle \Delta F(\mathrm {A} \rightarrow \mathrm {B} )=F_{\mathrm {B} }-F_{\mathrm {A} }=-k_{\mathrm {B} }T\ln \left\langle \exp \left(-{\frac {E_{\mathrm {B} }-E_{\mathrm {A} }}{k_{\mathrm {B} }T}}\right)\right\rangle _{\mathrm {A} }}
上式において T は温度、kB はボルツマン定数、山形括弧は状態 A について行なったシミュレーション全体に渡る平均を示す。実際には、状態 A について通常のシミュレーションを行い、状態 B についてのエネルギーも計算する。状態 A と B の間の差は含まれる原子の種類によるものかもしれず、この場合得られたΔFはある分子をもう一方に「変異」させたことによる。また、構造の差の場合は、1つ以上の反応座標に沿った自由エネルギーマップが得られる。この自由エネルギーマップは平均力ポテンシャル（potential of mean force、PMF）としても知られている。自由エネルギー摂動計算は、2つの状態間の差が十分小さい時のみ適切に収束する。したがって、通常は摂動を一連のより小さな「窓」に分割する必要があり、これらは独立に計算される。1つの窓と隣の窓についてのシミュレーション間で常にコミュニケーションを取る必要はないため、この工程はそれぞれの窓を異なるCPU上で走らせることによって並列化することができ、「驚異的並列」問題としても知られている。
FEP計算はホスト-ゲスト結合エネルギー論やpKa予測、反応における溶媒効果、酵素反応を研究するために使われてきた。反応の研究については、FEPシミュレーションに使われる分子力学的力場では化学結合の開裂・生成を扱うことができないため、反応中心の量子力学的表現を含めることがしばしば必要である。量子力学 (QM) 計算と分子力学 (MM) 計算の双方の長所を持つハイブリッド計算手法はQM/MM法と呼ばれる。
アンブレラサンプリング法も自由エネルギー計算手法であり、「化学」座標とは対称的に「位置」座標における変化と関連した自由エネルギー変化を計算するために通常用いられている。アンブレラサンプリング法は「化学」座標が（KongおよびBrooksのλ動力学法の場合と同様に）動的変数として扱われる時は化学変換についても用いることができる。化学空間における平均力ポテンシャルを計算するための自由エネルギー摂動法の代替手法に熱力学的積分法がある。またベネット受容比法はおそらくより効率的な代替手法である。化学構造のサブパーツに自由エネルギーの変化を割り当てようとするFEPの適応がある。

## ソフトウェア
複数のソフトウェアパッケージがFEP計算の実行を行うことができるよう開発されている。以下は最も一般的なプログラムの一部の表である。
- AMBER
- BOSS（英語版）
- CHARMM
- Desmond（英語版）
- GROMACS
- MacroModel（英語版）
- MOLARIS[3]
- NAMD
- Tinker（英語版）
- Q（英語版）